# Złota kaczka (film)
Złota kaczka – polski film fabularny z 1976 roku, w reżyserii Jerzego Sztwiertni. Pierwowzorem scenariusza do filmu było opowiadanie autorstwa Ewy Szelburg-Zarembiny pt. Złota kaczka.

## Opis fabuły
Akcja toczy się w XVII wieku. Do Warszawy powraca z wojen szwedzkich młody żołnierz. Dowiaduje się, że w podziemiach miasta znajduje się bajeczny skarb strzeżony przez królewnę zamienioną w złotą kaczkę. Do uwolnienia królewny i uzyskania skarbu potrzebne jest spełnienie jednego warunku - trzeba wydać sto dukatów, a nie wolno się z nikim dzielić. Ostatni grosz wydaje on jednak na jałmużnę dla biedaka - wówczas czar pryska.

## Obsada aktorska[1]
- Marek Frąckowiak (żołnierz Jan Boducha)
- Jerzy Karaszkiewicz (żołnierz w karczmie)
- Krzysztof Kowalewski (żołnierz w karczmie grający w kości)
- Witold Pyrkosz (żołnierz w karczmie)
- Franciszek Pieczka (niewidomy żebrak - bajarz)
- Anna Szczepaniak (królewna)
- Hanna Balińska (karczmareczka)
- Helena Gruszecka (handlarka)
- Ewa Milde (młoda handlarka)
- Marian Krawczyk (szewczyk)
- Zdzisław Maklakiewicz (karczmarz)
- Jerzy Tkaczyk (kupiec opowiadający w karczmie o złotej kaczce)
- Józef Kalita (jubiler)
- Jerzy Moes (szlachcic przyglądający się grze w kości)
- Jan Orsza-Łukaszewicz (mężczyzna w karczmie)

## Nagrody
- 1977 – Jerzy Sztwiertnia – Poznań – Festiwal Filmowy dla Dzieci - Nagroda Jury Dziecięcego - 5 Ogólnopolski Festiwal Filmów dla Dzieci i Młodzieży.